# Ghaïlan de Damas
 (novembre 2024).
Ghaïlan ibn Muslim al-Dimashqi ou Ghaïlan Damascène (en arabe : غيلان الدمشقي) était un des cheikhs des Qadarites. On connaît peu de choses de ses origines,. Copte originaire d'Egypte, son père était devenu musulman et est devenu l'un des mawali du calife Othman bin Affan.
Sa date de naissance est inconnue. La date de sa mort varie selon les sources. La date de 743, avancée par Al-Tabari, est contestée.

## Biographie

### Jeunesse
Il est né et a vécu dans la ville de Damas, où il a été attribué. Il a voyagé à la recherche de connaissances, étudié à Hassan bin Mohammed bin Hanafi à Médine, et étudié le fiqh à Hassan al-Basri à Bassorah. Ghaïlan vivait à Damas dans une ruelle pauvre près de l'une des portes de Damas appelée Bab al-Fardis. "Je pense qu'il était entouré d'un fort climat chrétien", déclare Youssef Ziedan.

### Activité
Ghaïlan était associé au calife omeyyade Omar ibn Abd al Aziz, où il s'était vu confier la restitution de l'argent que les anciens princes omeyyades avaient pris à tort. Ghaïlan appelait pour le vendre aux habitants de la ville et lui dire: viens à l'argent des oppresseurs, viens à l'argent des traîtres! Ces mots violents ont atteint les oreilles de Hisham bin Abd al-Malik - qui deviendra plus tard un calife - a-t-il dit: cet homme m'a insulté et a défiguré mes ancêtres. Si je l'attrape, je couperai ses mains et ses pieds.[pas clair]

### Pensée
Le point de vue de Ghilan sur le califat et l'Imamat correspond à celui des Kharijites: il convient à tous ceux qui remplissent les conditions, même s'il ne s'agit pas de la tribu des Quraychs, contrairement aux Omeyyades et aux Chiites. Il disait: ((Quiconque suit le Coran et la Sunna a le droit de le devenir, et ce est prouvé seulement par le consensus de la nation)).

### Exécution
Lorsque Hisham ibn Abd al-Malik - après Omar - a repris le califat, il a voulu tenir sa promesse de vengeance contre Ghaïlan et l'a emprisonné. Après un procès suspect dans le conseil du calife, Hisham lui-même coupa les mains et les pieds de Ghaïlan et le tua. Il a ordonné que son corps soit crucifié à l'une des portes de Damas.